# Lee Chun-jae
Lee Chun-jae (이춘재 (), nacido en enero de 1963) es un asesino en serie surcoreano condenado por el asesinato de su cuñada en 1994 y quién luego confesó haber asesinado a otras 14 personas, incluidas 9 de las víctimas en los asesinatos en serie de Hwaseong entre 1986 y 1991. Estos asesinatos se consideran los más infames en la historia moderna de Corea del Sur y fueron comparados con los cometidos por el asesino del Zodiaco en los Estados Unidos e inspiraron la película de 2003 Memories of Murder. Lee fue sentenciado a cadena perpetua con la posibilidad de libertad condicional después de 20 años por asesinar a su cuñada, pero a pesar de la evidencia de ADN y su confesión en 2019, no pudo ser procesado por los otros crímenes cometidos debido a que el estatuto de limitaciones había expirado.

## Asesinatos en serie de Hwaseong
Los asesinatos en serie de Hwaseong (Hangul:화성 연쇄 살인 사건; Hanja: 華城連鎖殺人事件; RR: hwaseong yeonswae sarin sageon) fueron una serie de 10 violaciones y asesinatos ocurridos en la ciudad de Hwaseong entre el 15 de septiembre de 1986 y el 3 de abril de 1991. En cada caso, una mujer fue encontrada atada, amordazada, violada y en la mayoría de los casos estrangulada hasta la muerte con su propia ropa. Se desencadenó el caso criminal más grande en Corea del Sur con dos millones de oficiales movilizados y más de 21,000 sospechosos investigados.
Se realizó un boceto del sospechoso basado en la memoria de un conductor y chofer que vio a un hombre subir al autobús poco después del séptimo asesinato el 7 de septiembre de 1988. Las características del sospechoso, descritas por el conductor del autobús, fueron similares a las descripciones dadas por las sobrevivientes agredidas sexualmente. Según las víctimas, el culpable en el momento del incidente era un hombre de estructura delgada de unos 20 años, con una altura de 1.65 a 1.70 metros, cabello corto de tipo deportivo, sin párpados dobles y nariz afilada. Además, se le describió como de manos suaves. La policía también declaró que el sospechoso tenía un tipo de sangre "B", pero en 2019, la policía reconoció que esto probablemente era inexacto, porque Lee es tipo "O".
El 27 de julio de 1989, un hombre de 22 años, de apellido Yoon fue arrestado por el asesinato de la octava víctima, Park Sang-hee, de 14 años. Se determinó que este caso era el delito de un imitador, y los otros asesinatos permanecieron sin resolver durante muchos años.  Yoon, un hombre sin estudios que sufre de polio, siempre sostuvo que la policía lo había obligado declarar tras torturarlo. Un jefe de policía admitió el pasado julio que en la investigación inicial, en 1989, los agentes lo coaccionaron para que firmase una confesión falsa.
"Me disculpo sinceramente con Yoon, que fue acusado, falsamente, de un asesinato que cometí yo y que cumplió pena de cárcel por ello", afirmó Lee, mientras el aludido lo observaba tranquilo desde el banquillo de los acusados. Lee se refería a la cadena perpetua a la que Yoon fue sentenciado por el asesinato de una niña de 13 años en 1988. Pasó 20 años entre rejas hasta que fue puesto en libertad condicional en 2009. Hace un año, cuando supo que Lee se había inculpado ante la policía, el hombre solicitó que se reabriera su caso y que volviera a ser juzgado a la luz de los nuevos hechos.
El lanzamiento de la película Memories of Murder en 2003, que se inspiró parcialmente en los asesinatos en serie, despertó un renovado interés en el caso. El asesinato de una estudiante universitaria en Hwaseong en 2004 también despertó un renovado interés y temores de que un asesino en serie hubiera regresado. Los asesinatos en serie volvieron a los titulares ya que el plazo de prescripción para las víctimas más recientes expiraría el 2 de abril de 2006. En el momento de los asesinatos, había un estatuto de limitaciones de 15 años para el asesinato en primer grado. Se incrementó a 25 años en 2007, y finalmente se levantó en 2015, pero no fue retroactivo. Sin embargo, se mantuvieron pruebas y registros policiales debido a la importancia del caso.

## Asesinato de su cuñada y arresto
Después de que su esposa lo abandonara en diciembre de 1993, Lee invitó a su cuñada, de 18 años, y luego la drogó, violó y asesinó el 13 de enero de 1994. Fue arrestado días después, el 18 de enero, pero negó cualquier responsabilidad. Fue declarado culpable y condenado a muerte en mayo de 1994, y su condena fue confirmada en septiembre del mismo año. La Corte Suprema de Corea del Sur revisó el caso en 1995 y la sentencia se redujo a cadena perpetua, con la posibilidad de libertad condicional después de 20 años.

## Identificación y confesión
El 18 de septiembre de 2019, la policía anunció que Lee había sido identificado como sospechoso en los asesinatos en serie. Fue identificado después de que el ADN de la ropa interior de una de las víctimas coincidiera con el suyo, y la evidencia posterior lo relacionó con cuatro de los nueve asesinatos sin resolver. En el momento en que fue identificado, ya estaba cumpliendo cadena perpetua en una prisión en Busan por la violación y asesinato de su cuñada. Inicialmente negó cualquier participación en los asesinatos en serie, pero el 2 de octubre de 2019, la policía anunció que Lee había confesado haber asesinado a 14 personas, incluidos los 9 asesinatos en serie sin resolver y otros 5. Tres de esos asesinatos ocurrieron en Hwaseong pero no habían sido atribuidos previamente al asesino en serie, y los otros dos ocurrieron en Cheongju. Hasta octubre de 2019, los detalles sobre esas 5 víctimas no se han divulgado porque la investigación está en curso. Además de los asesinatos, también confesó haber cometido más de 30 violaciones e intentos de violación.

## Lista de víctimas conocidas
Los primeros 10 asesinatos, incluido el realizado por un imitador, fueron parte de los asesinatos en serie de Hwaseong.
| Crimen   | Fecha                    | Víctima                 | Ubicación                                                                 | Observaciones                                                                                          |
| -------- | ------------------------ | ----------------------- | ------------------------------------------------------------------------- | --- |
| 1        | 15 de septiembre de 1986 | Lee Wan-im, 71          | Pasturas de Hwaseong, Annyeong-ri (ahora llamado Hwasan-dong)             | |
| 2        | 20 de octubre de 1986    | Park Hyun-sook, 25 años | Canal de Jinan-ri, Hwaseong (ahora llamado Jinan-dong)                    | |
| 3        | 12 de diciembre de 1986  | Kwon Jung-bon, 25       | Terraplén de Hwaseong, Annyeong-ri (ahora llamado Hwasan-dong)            | |
| 4        | 14 de diciembre de 1986  | Lee Kye-sook, 23        | Canal de Gwanhang-ri, Jeongnam-myeon                                      | |
| 5        | 10 de enero de 1987      | Hong Jin-young, 19 años | Arrozal de Hwaseong, Hwanggye-ri (ahora llamado Hwasan-dong)              | |
| 6        | 2 de mayo de 1987        | Park Eun-joo, 29        | Colina de Jinan-ri, Hwaseong, (ahora llamada Jinan-dong)                  | |
| 7        | 7 de septiembre de 1987  | Ahn Gi-soon, 54         | Canal de Gajae-ri, Paltan-myeon                                           | |
| Imitador | 16 de septiembre de 1988 | Park Sang-hee, 14       | Casa en Jinan-ri, Hwaseong (ahora llamada Jinan-dong)                     | Determinado como el crimen de un imitador perpetrado por un hombre de 22 años de apellido Yoon.        |
| 8        | 15 de noviembre de 1990  | Kim Mi-jung, 14         | Colina en Byeongjeom-dong Hwaseong (ahora llamada Byeongjeom 1 (il)-dong) | |
| 9        | 3 de abril de 1991       | Kwon Soon-sang, 69 años | Colina en Dongtan-myeon, Bansong-ri (ahora llamado Dongtan 1-dong)        | |
| 10       | No publicado             | No publicado            | Hwaseong                                                                  | |
| 11       | No publicado             | No publicado            | Hwaseong                                                                  | |
| 12       | No publicado             | No publicado            | Hwaseong                                                                  | |
| 13       | No publicado             | No publicado            | Cheongju, provincia de Chungcheong del Norte                              | |
| 14       | No publicado             | No publicado            | Cheongju, provincia de Chungcheong del Norte                              | |
| 15       | 13 de enero de 1994      | La cuñada de Lee, 18    |                                                                           | Lee fue condenado a muerte por violación y asesinato. Reducido a cadena perpetua por la Corte Suprema. |

## En los medios
Varias películas y programas de televisión se basaron en los asesinatos en serie de Hwaseong.
- Salinui chueok (2003)
- Memories of murder (2003)
- Confesión de asesinato (2012)
- Gap-dong (2014)
- Signal (2016)
- Tunnel (2017)
- Criminal Minds (2017)
- Socios para la justicia (2018)
- Signal (2018)